# Седьмое поколение игровых систем
Седьмое поколение игровых систем в истории компьютерных и видеоигр берёт начало в конце 2005 года, когда на рынок вышла приставка Microsoft Xbox 360. Окончательно седьмое поколение сформировалось в конце 2006 года, после появления консолей от Nintendo (Wii) и Sony (PlayStation 3).
Microsoft отметила, что седьмое поколение игровых систем можно назвать «Эрой HD», также как пятое поколение было «Эрой 3D». Хотя компания Nintendo не позиционирует свою приставку Wii как соперника PlayStation 3 и Xbox 360, её причисляют к седьмому поколению по времени выхода (период между выпусками Xbox 360 и PS3), а также инновационным игровым контроллерам.
Необычная мода седьмого поколения, едва ли прошедшая в более новые,— игры с захватом движения. Технологии разнятся: Microsoft Kinect ловил движения тела парой камер, Wii Remote использовал акселерометры и датчик для отслеживания инфрокрасного света от "Wii Sensor Bar", при подключении аксессуара Wii MotionPlus использовал гироскоп, а контроллеры от Sony PlayStation Move/Eye использовали гироскоп, акселерометр, в первых ревизиях датчик магнитного поля для дополнительной точности и камеру рядом с телевизором для отслеживания геймпадов по комнате.
Обе крупных карманных системы (Nintendo DS и PlayStation Portable) имели полноценное аппаратное 3D.

## Хронология
Хронология выпуска основных игровых консолей седьмого поколения:

## Домашние игровые системы
Первым представителем седьмого поколения игровых приставок является Xbox 360. Nintendo Wii появилась 19 ноября 2006 года в Северной Америке, а в декабре — в других странах (22 декабря — в России). PlayStation 3 появилась в продаже в Японии 11 ноября 2006 года, 17 ноября того же года в Северной Америке, в Европе 23 марта 2007, а в России 20 апреля 2007.

### Продажи
Эти данные отражают отгрузки приставок продавцам, а не реальные продажи конечным потребителям.
| Консоль            | Продано                              | Дата выхода    |
| ------------------ | ------------------------------------ | -------------- |
| Nintendo Wii       | 100,3 миллиона (на 30 сентября 2013) | 19 ноября 2006 |
| Microsoft Xbox 360 | 79,4 миллиона (на 30 сентября 2013)  | 22 ноября 2005 |
| Sony PlayStation 3 | 87,4 миллиона (на 31 марта 2017)     | 11 ноября 2006 |

### Сравнение
| Название                             | Wii | PlayStation 3 | Xbox 360                                                                        |
| ------------------------------------ | --- | --- | ------------------------------------------------------------------------------- |
| Компания                             | Nintendo                                                                                                   | Sony Computer Entertainment | Microsoft                                                                       |
| Логотип                              | | |                                                                                 |
| Изображение консоли                  | Wii | |                                                                                 |
| Дата выхода                          | 19 ноября 2006 года 8 декабря 2006 года 2 декабря 2006 года 24 февраля 2006 года                           | 11 ноября 2006 года 17 ноября 2006 года 23 марта 2007 года 20 апреля 2007 года | 22 ноября 2005 года 2 декабря 2005 года 10 декабря 2005 года 1 ноября 2007 года |
| Продажи                              | 100,3 миллионов (на 30 сентября 2013)                                                                      | 87,4 миллионов (на 31 марта 2017) | 79,4 миллионов (на 30 сентября 2013)                                            |
| Самая продаваемая игра               | Wii Sports, 76,76 миллиона                                                                                 | Grand Theft Auto V, 21,21 миллиона | Kinect Adventures, 21,91 миллиона                                               |
| Носитель                             | Wii Optical Disc                                                                                           | Blu-ray Disc | DVD-DL                                                                          |
| Процессор                            | 729 МГц PowerPC based IBM «Broadway»                                                                       | Восьмиядерный Cell Broadband Engine 3,2 ГГц | Трёхъядерный IBM Xenon 3,2 ГГц с архитектурой IBM PowerPC                       |
| Графический процессор                | ATI «Hollywood» GPU с частотой 243 МГц                                                                     | RSX Reality Synthesizer 550 МГц | ATI Xenos 500 МГц                                                               |
| Оперативная память                   | 88 МБ основной памяти (24 МБ «внутренней» 1T-SRAM и 64 МБ «внешней» GDDR3 SDRAM)                           | 256 Мб GDDR3 | 512 Мб GDDR3                                                                    |
| Память                               | 512 МБ встроенной флэш-памяти                                                                              | Съёмный HDD | Есть версии с HDD и без                                                         |
| Габариты                             | 4,4 × 16 × 21,5 см                                                                                         | Оригинальная: 32,5 × 9,8 × 27,4 см Slim: 29 × 6,5 × 29 см | Оригинальный: 31 × 8 × 26 см Xbox 360S: 27 × 7,5 × 26,4 см                      |
| Вес                                  | 1,2 кг | Оригинальная: 5 кг Slim (2009): 3,2 кг Slim (2011): 2,6 кг Super Slim (2012): 2,08 кг | Оригинальный: 3,5 кг Xbox 360S: 2,9 кг                                          |
| Интеграция трёхмерного телевидения   | Нет | Да | Да                                                                              |
| Видео                                | - 240p, 480i, 480p, 576i                                                                                   | - 1080p, 1080i, 720p, 480p, 576i, 480i; стандартное разрешение экрана 4:3 и 16:9 - Поддержка аналогового AV: - Композитное видео - S-Video (только на NTSC версиях) - RGB SCART (только на PAL версиях) - HDMI | - 1080p, 1080i, 720p, 480p, 576i, 480i - HDMI in / HDMI out                     |
| Аудио                                | Dolby Pro Logic II                                                                                         | Dolby Digital, DTS, Dolby Digital Plus, Dolby TrueHD*, DTS-HD Master Audio, DTS-HD High Resolution Audio, DTS-ES, DTS 96/24, DTS-ES Matrix                                                                     | Dolby Digital, WMA Pro, DTS*, DTS-ES                                            |
| Онлайн-сервисы                       | WiiConnect24 (Nintendo Wi-Fi Connection)                                                                   | PlayStation Network | Xbox Live                                                                       |
| Региональная блокировка              | Да | Нет | Да                                                                              |
| Возможность использования б/у дисков | Да | Да | Да                                                                              |
| Обязательное интернет соединение     | Нет | Нет | Нет                                                                             |
| Игры                                 | Список игр на Nintendo Wii                                                                                 | Список игр на Sony PlayStation 3 | Список игр на Xbox 360                                                          |
| Обратная совместимость               | - Все игры и большинство аксессуаров от Nintendo GameCube - WiiWare - Виртуальная консоль в Nintendo eShop | - Ранние версии совместимы на железном уровне с играми от PlayStation и PlayStation 2, в более поздних версиях совместимость только на программном уровне.                                                     | - Есть обратная совместимость с ограниченным числом игр от Xbox.                |

## Портативные игровые системы
Для портативных приставок седьмое поколение берёт отсчёт с выхода Nintendo DS. Дизайн этой системы существенно отличался от других портативных консолей и предыдущих разработок компании. Nintendo DS предложила новые устройства ввода и управления: сенсорный экран и микрофон. Консоль вышла в конце 2004 года. В тот же период Sony выпустила в Японии свою первую портативную приставку — PlayStation Portable, которая предназначалась для другой аудитории, нежели Nintendo DS. PSP обладает более мощными техническими характеристиками, может проигрывать видео и MP3 файлы и обеспечивать выход в интернет. Для консоли PSP постоянно выходят новые версии программного обеспечения, которые вносят в консоль все новые и новые функции. Также в 2005 году вышла Gizmondo от Tiger Telematics.
В 2005 появилась ещё одна портативная игровая система, которая может быть отнесена к седьмому поколению — GP2X от корейской компании Gamepark Holdings, а в 2006 была анонсирована XGP от другого корейского производителя (родственного Gamepark Holdings) — GamePark. Обе портативные консоли следуют маркетинговой стратегии, отличной от системы продвижения DS и PlayStation Portable. Они используют операционную систему, основанную на Linux и открытом ПО, для разработки программ и эмуляции игр. GP2X — консоль с 2D-графикой и предназначена в первую очередь для хранения различного пользовательского контента, такого как музыка и видео. XGP будет обладать 3D-графикой аналогично PlayStation Portable и предназначается для коммерческих видеоигр. Заявлено, что она будет использовать такую же открытую Linux-архитектуру, как и GP2X, но с поддержкой операционной системы Windows CE. XGP станет более совершенной игровой системой, чем GP2X, предлагая не только возможность хранения контента, но и другие функции, в том числе мобильное телевидение и Wi-Fi. Дата выхода консоли пока неизвестна.
В марте 2009 года поступило в продажу мультимедийное устройство Dingoo A320, совмещающее в себе функции аудиоплеера, видеоплеера, FM-радио и эмулятора игровых консолей.
В феврале 2011 года компания Sony Ericsson выпустила телефон Xperia Play в форм-факторе слайдер, имеющий полноценный джойстик для игр. Как следует из названия, помимо функций телефона — основной упор сделан на реализацию карманной игровой консоли. Телефон содержит рекордные (для карманных консолей) аппаратные характеристики и работает под управлением операционной системы Android, что делает его самым многофункциональным карманным устройством, предназначенным для видеоигр.

### Галерея

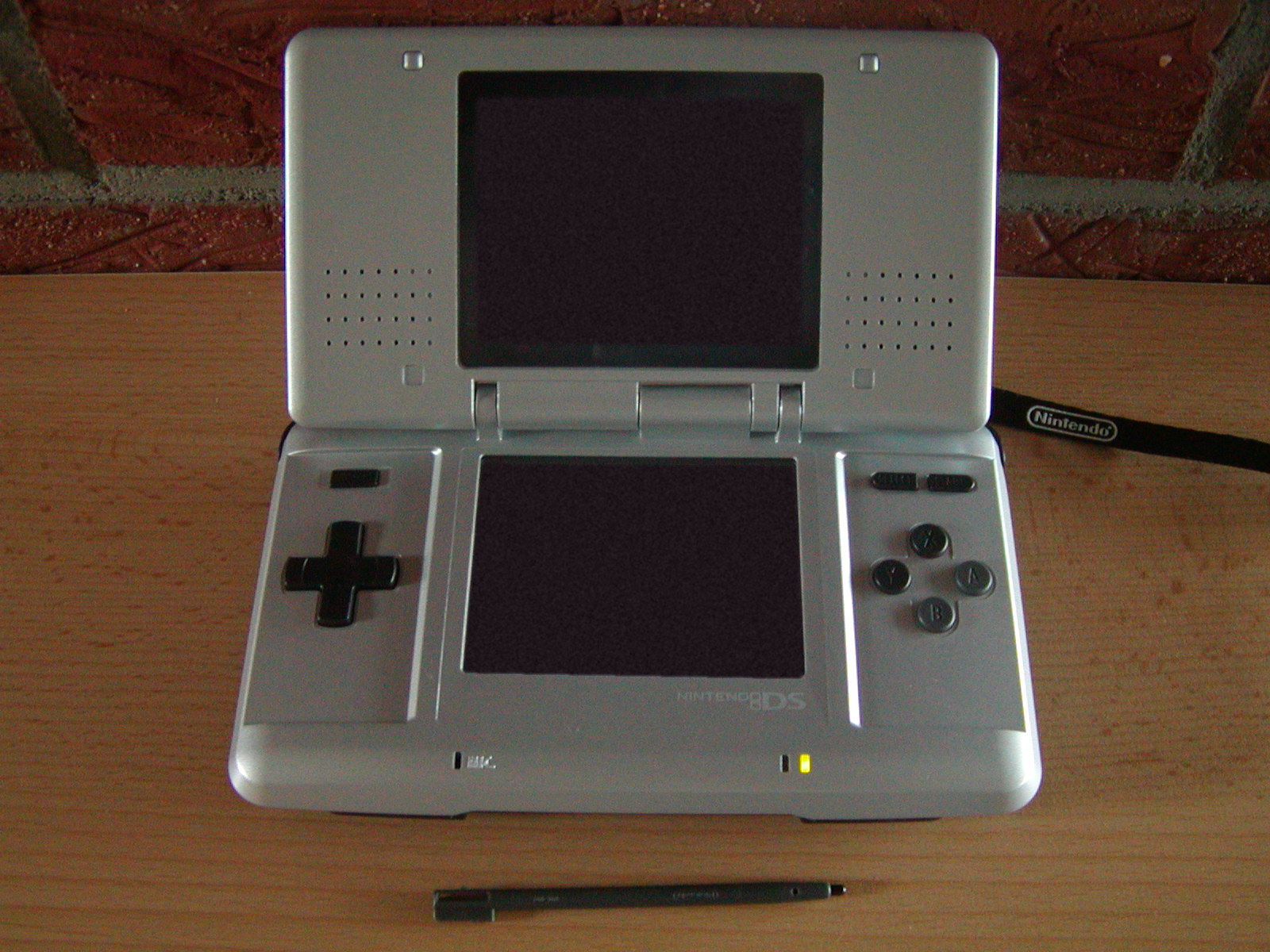
Nintendo DS 2004
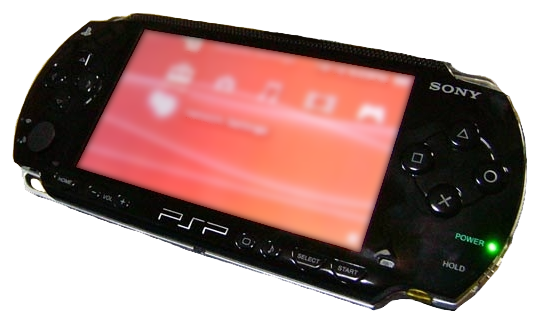
PlayStation Portable 2004
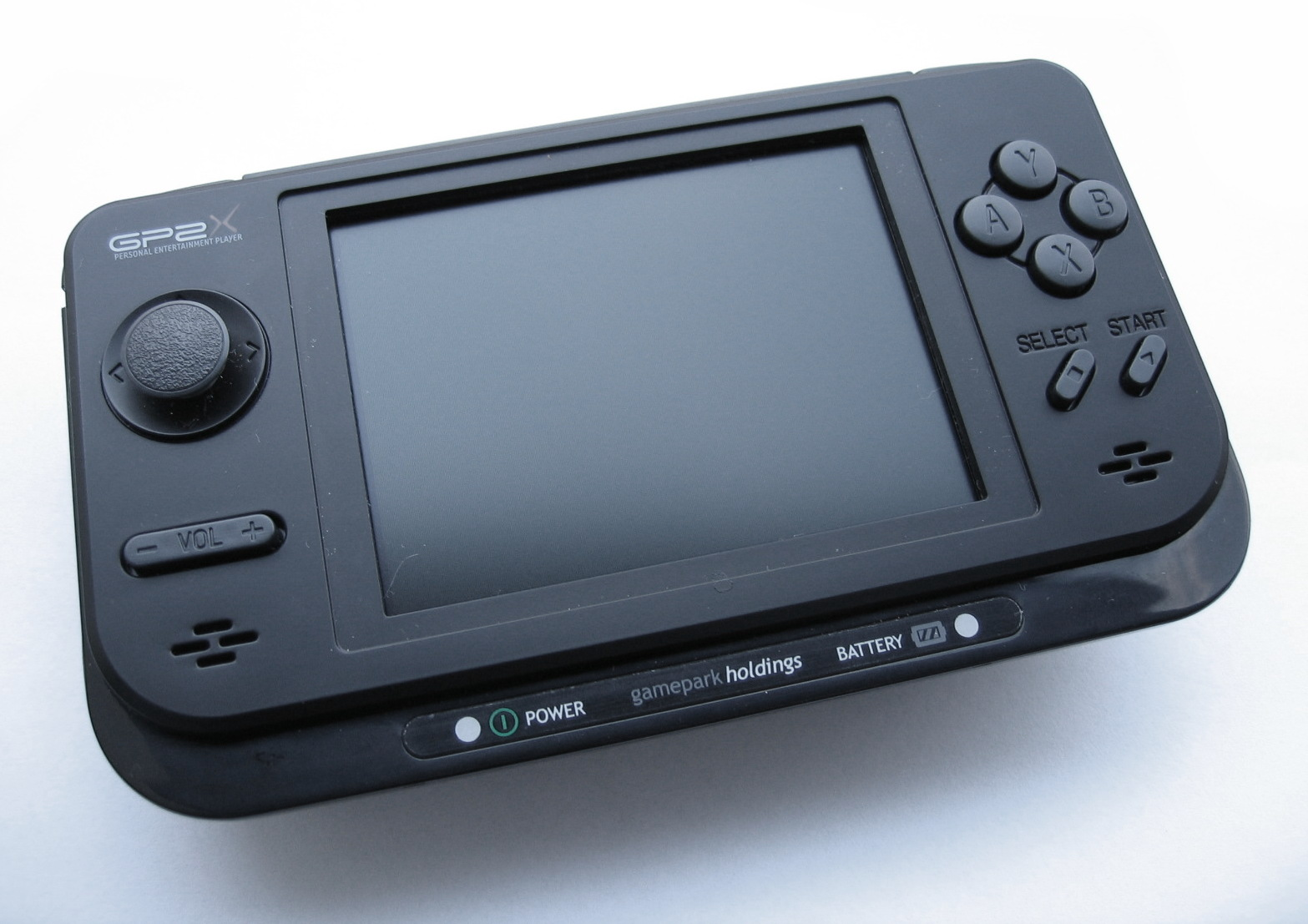
GP2X 2005
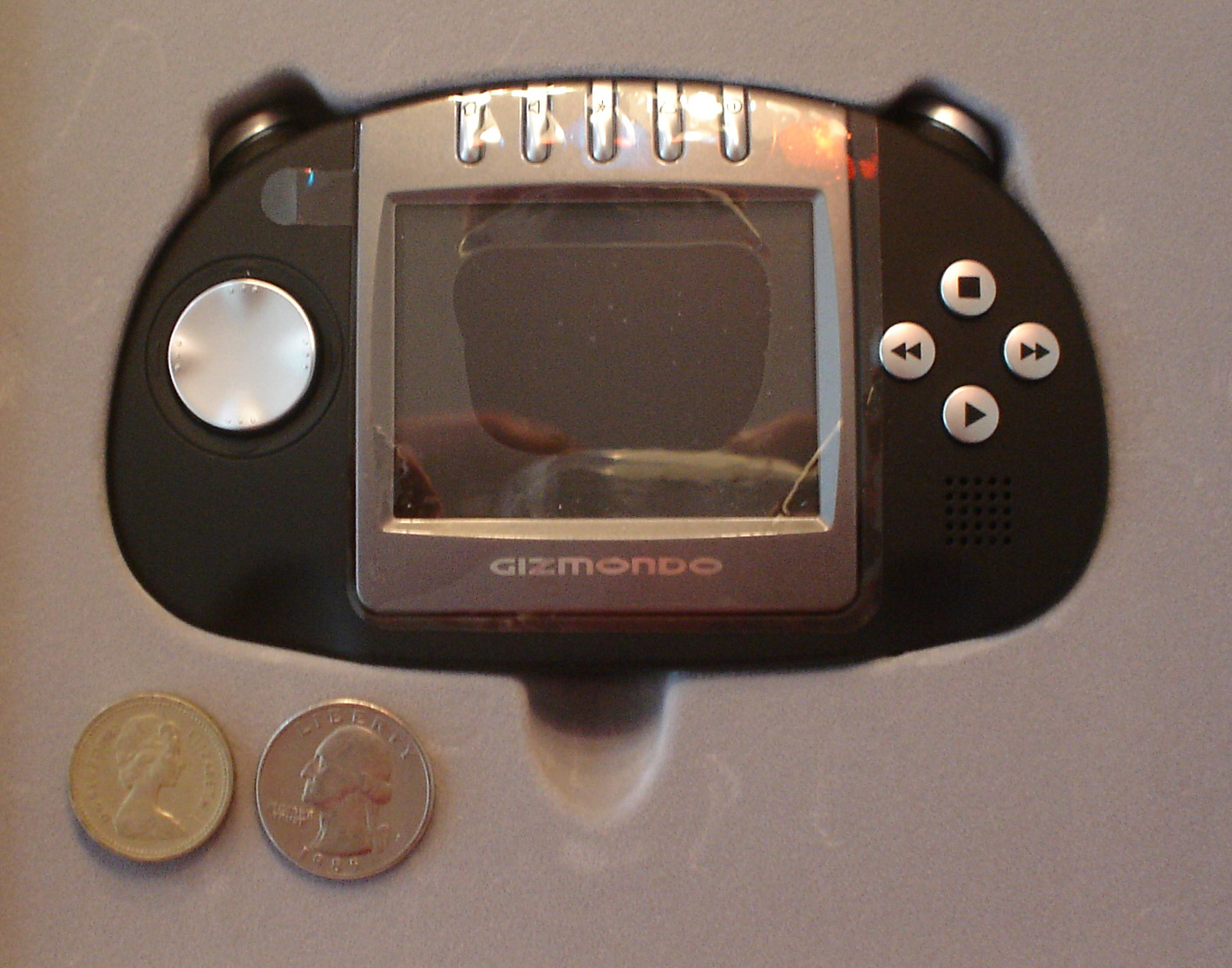
Gizmondo 2005
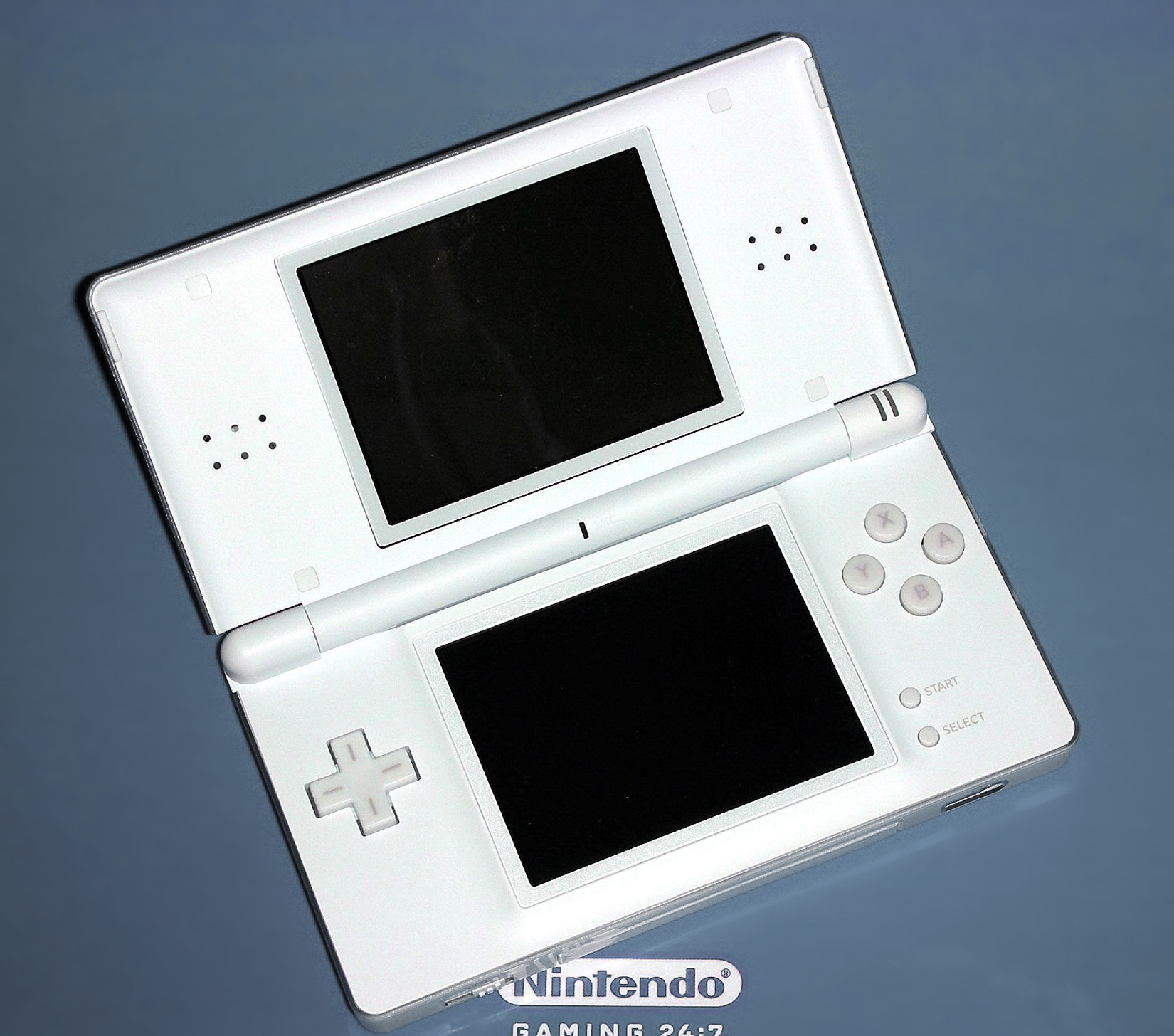
Nintendo DS Lite 2006
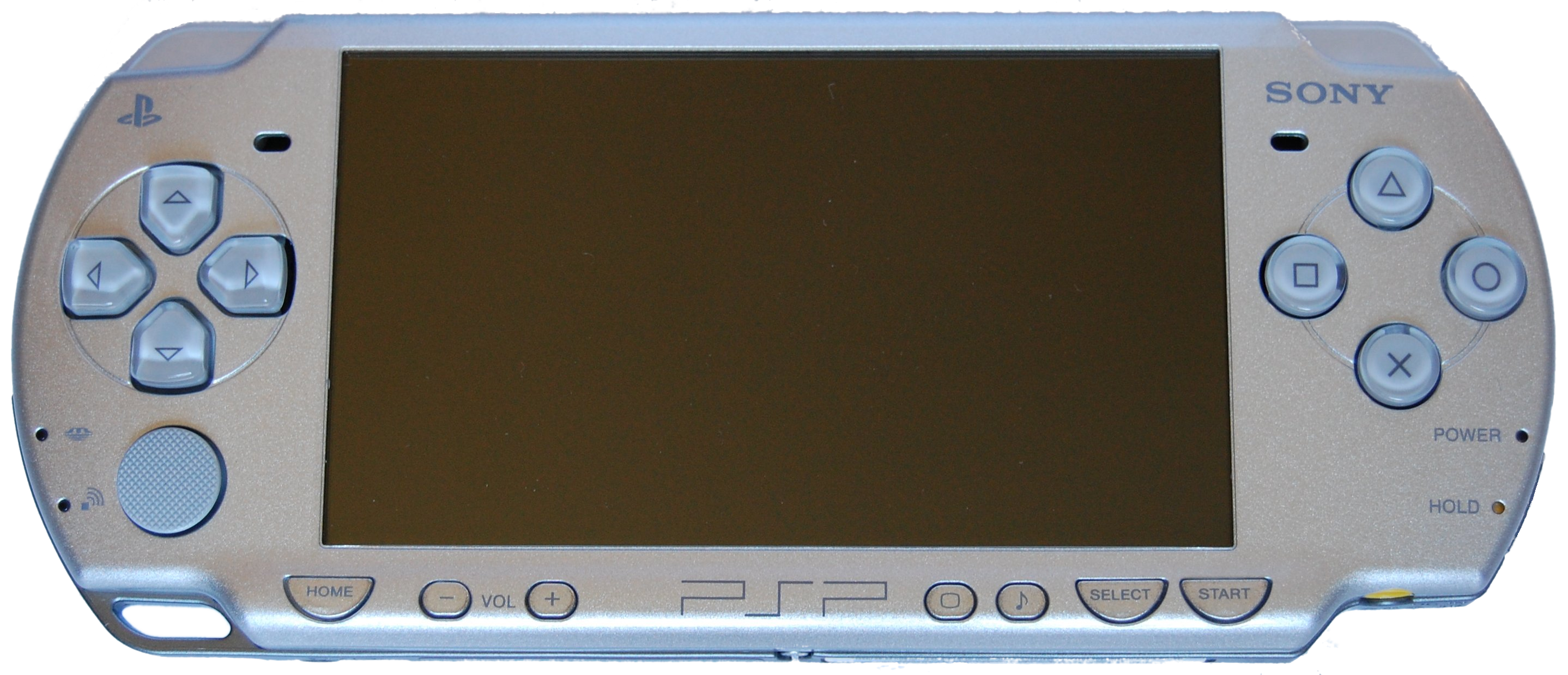
PSP Slim & Lite 2007
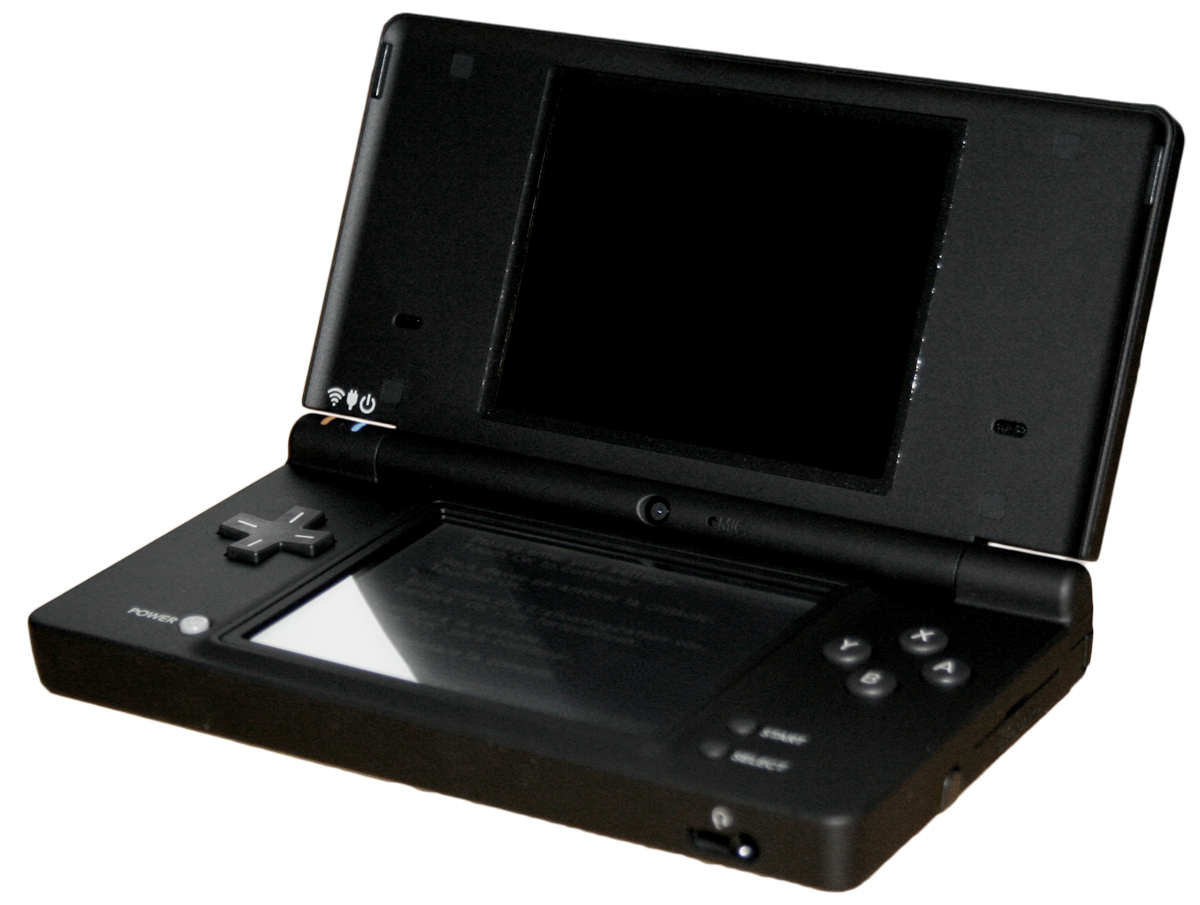
Nintendo DSi 2008
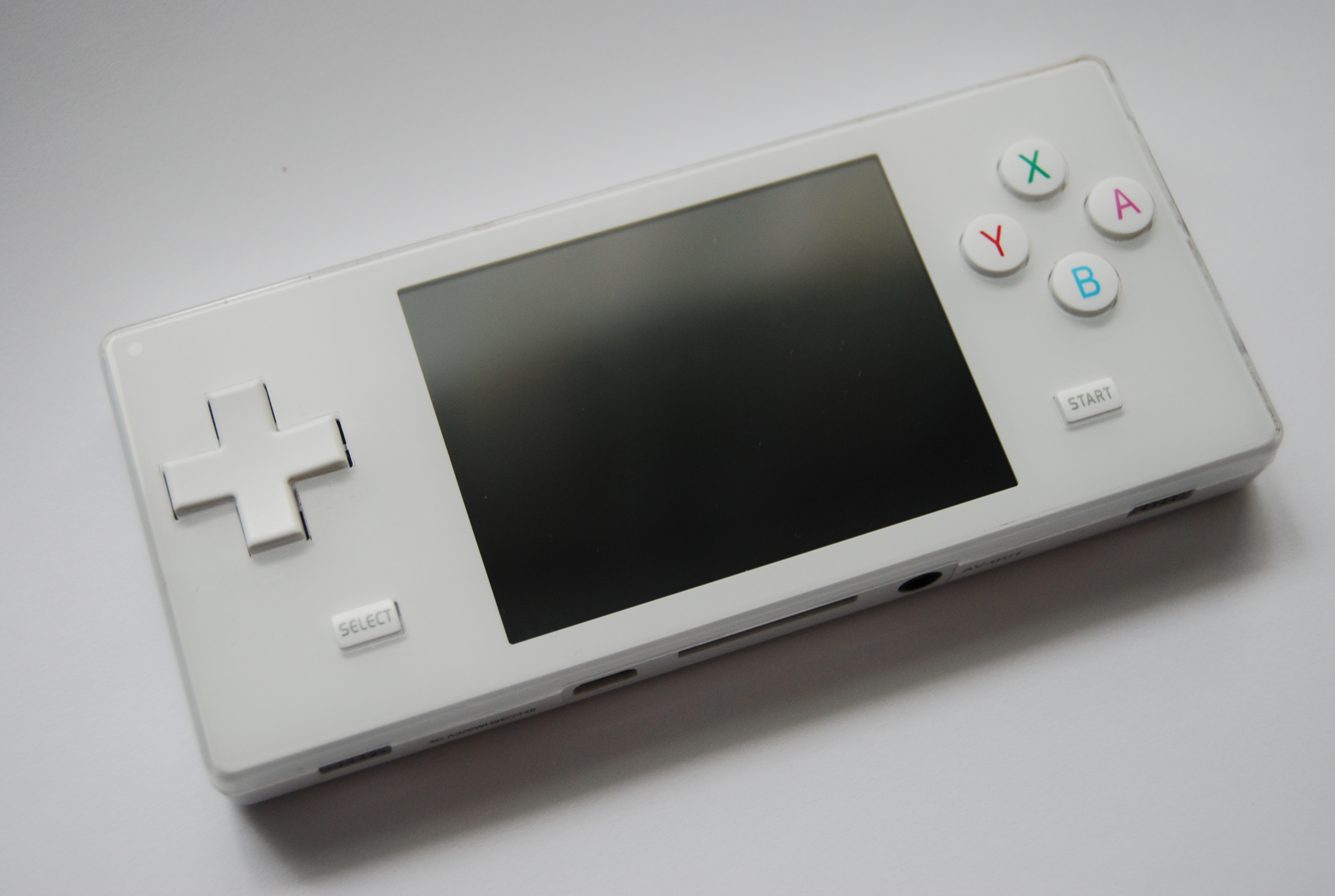
Dingoo A320 2009
GP2X Wiz 2009
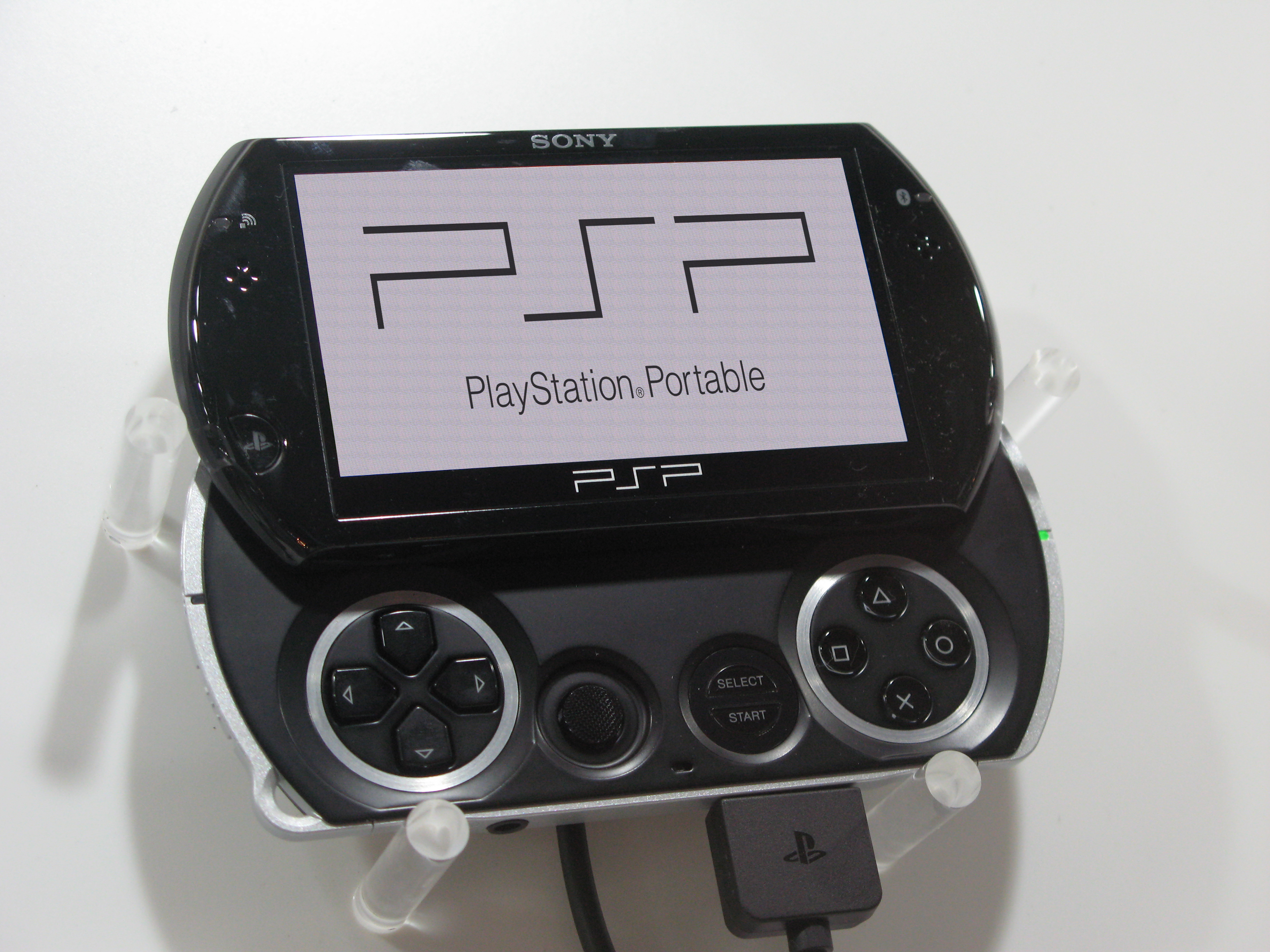
PSP Go 2009
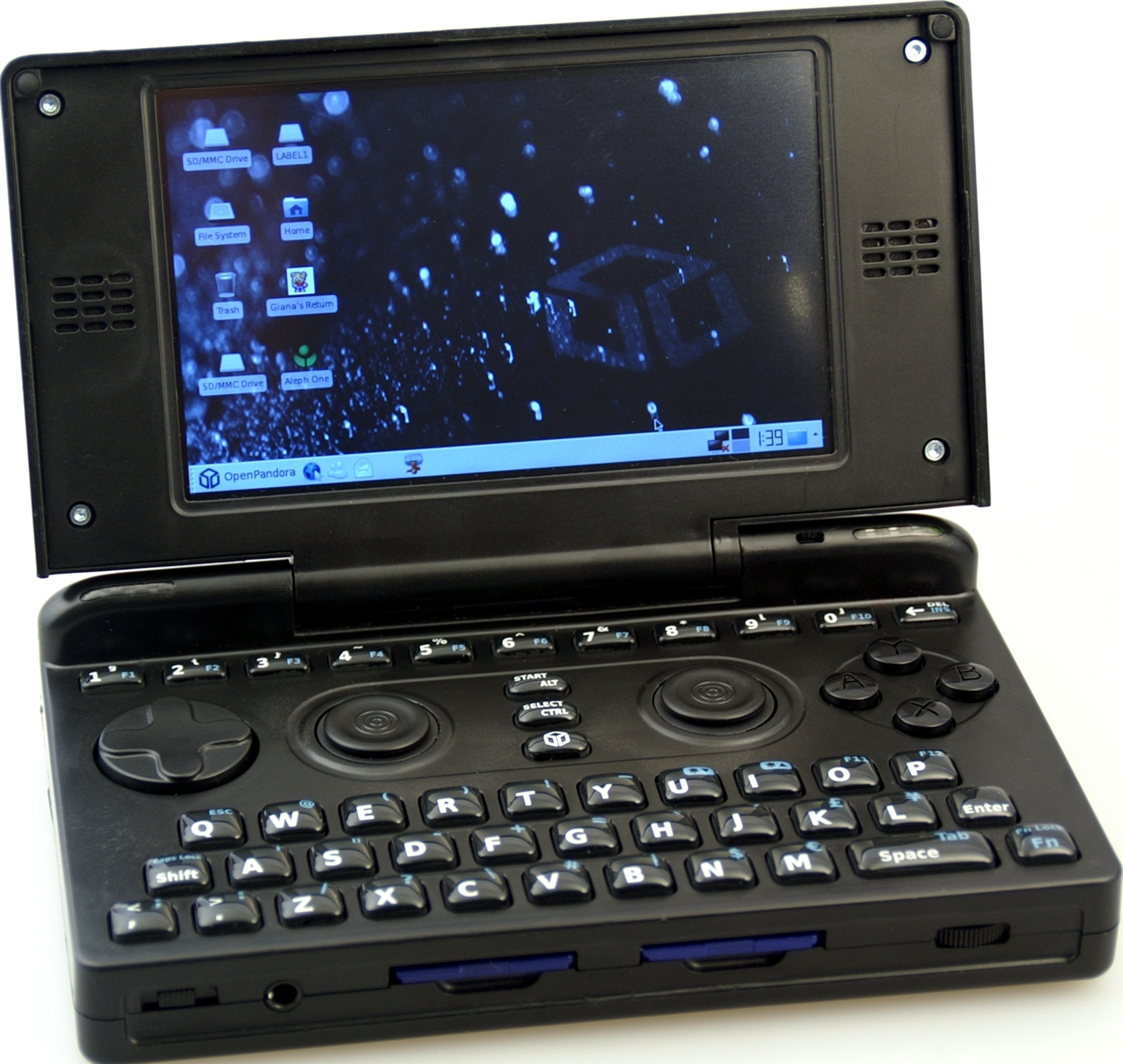
Pandora (компьютер) 2010

### Сравнение
| Название | Nintendo DS | PlayStation Portable |
| --- | --- | --- |
| Компания | Nintendo | Sony Computer Entertainment |
| Консоль | | |
| Дата выхода | \| Nintendo DS: 21 ноября 2004 2 декабря 2004 24 февраля 2005 11 марта 2005 21 мая 2005 Nintendo DS Lite: 21 марта 2006 1 июня 2006 11 июня 2006 23 июня 2006 \| Nintendo DSi: 1 ноября 2008 2 апреля 2009 3 апреля 2009 5 апреля 2009 Nintendo DSi XL: 21 ноября 2009 5 марта 2010 28 марта 2010 15 апреля 2010 \| | PSP: 12 декабря 2004 24 марта 2005 1 сентября 2005 9 октября 2005 PSP Go: 1 октября 2009 1 ноября 2009 |
| Начальная цена | DS: Япония: 15 000 ¥ Северная Америка: 149,99 $ Европа: 149,99 € Великобритания: 99,99 £ DS Lite: Япония: 24 800 ¥ (26 040 ¥ включая налоги) Северная Америка: 129,99 $ / 299,99 C$ Европа: €249 Великобритания: 179,99 £                                                                                           | PSP-1000: Япония: 19 800 ¥ (20 790 ¥ включая налоги) Северная Америка: 199,99 $ / 229,99 C$ Европа: 199,99 € / 179,99 £ PSP-2000: Япония: 19 800 ¥ Северная Америка: 169,99 $ / 199,99 C$ Европа: 169 € / 129,99 £ PSP-3000: Северная Америка: 169,99 $ (core package), 199,99 $ (bundle package) PSP Go (PSP-N1000): Северная Америка: 249,99 US |
| Продано штук | В мире: 153,93 миллиона (на 30 июня 2013) Япония: 32,99 миллиона (на 30 июня 2013) Великобритания: 8,8 миллиона (на 3 января 2009) США: 28 миллионов (на 31 января 2009) Австралия: 3 миллиона (на декабрь 2010) | В мире: 71,4 миллиона (на 13 сентября 2011) Япония: 11,1 миллиона (на 28 декабря 2008) Великобритания: 3,2 миллиона (на 3 января 2009) США: 10,47 миллиона (на 1 января 2008) Австралия: 675 000 (на 31 декабря 2010) |
| Бестселлер | New Super Mario Bros., 29,09 миллиона(на 31 марта 2012 года) Nintendogs, 23,64 миллиона (на 31 марта 2011) | Monster Hunter Portable 2nd G, 2,7 миллиона (на январь 2009) Grand Theft Auto: Liberty City Stories, 2,7 миллиона (на 26 ноября 2008) |
| Вес | DS: 275 г DSL: 218 г DSi: 214 г DSi XL: 314 г | PSP 1000: 280 г PSP Slim & Lite 189 г PSP Go: 158 г |
| Габариты | DS: 148,7 × 84,7 × 28,9 мм DS Lite: 133 × 73,9 × 21,5 мм | PSP 1000: 74 × 170 × 23 мм PSP Slim & Lite: 71 × 169 × 19 мм PSP Go: 69 × 128 × 16,5 мм |
| Носитель | Nintendo DS Game Card, Game Boy Advance картридж (только для DS, DS Lite), SD(HC) Card (только для DSi) | Universal Media Disc (UMD) (только для PSP-1000, PSP-2000, PSP-3000 и PSP-E1000), Memory Stick Duo (только для PSP-1000, PSP-2000 и PSP-3000), Memory Stick Micro(M2), флеш-память (только для PSP Go), цифровая дистрибуция через PSN (все модели)                                                                                               |
| Процессор | DS и DSL: 67 МГц ARM9 и 33 МГц ARM7 DSi: 133 МГц ARM9 и 33 МГц ARM7 | Основан на MIPS R4000; тактовая частота от 1 до 333 МГц |
| Память | DS и DSL: 4 МБ SRAM DSi: 16 МБ | PSP-1000: 32 МБ PSP-2000, PSP-3000, PSP Go: 64 МБ |
| Батарея | 850 mAh | PSP-1000: съёмная 1800 mAh PSP-2000, PSP-3000: съёмная 1200 mAh PSP Go,PSP E-1000: встроенная (930 mAh), |
| Связь | Wi-Fi 802.11b, Wi-Fi 802.11g (DSi), беспроводное соединение с другой DS или Nintendo Wii | Wi-Fi 802.11b (PSP-1000, PSP-2000, PSP-3000 и PSP Go), IrDA (только PSP-1000), Bluetooth (только PSP Go), беспроводное соединение с другой PSP или PS3 |
| Онлайн-сервисы | Nintendo Wi-Fi Connection, DSi Shop (только DSi), DSi camera (только DSi), DSi sound (только DSi), интернет браузер (только DSi), Flipnote studio (только DSi), Facebook (только DSi XL) | PlayStation Network, RSS reader, Skype (только PSP-2000, PSP-3000 и PSP Go), PlayStation Store, интернет браузер, цифровые комиксы, Remote Play |
| Список игр | Список игр на Nintendo DS | Список игр на Sony PlayStation Portable |
| Обратная совместимость | Game Boy Advance (только DS и DS Lite) | PlayStation (только загружаемые PSone Classics), TurboGrafx-16/TurboGrafx-CD (через PlayStation Store), Neo-Geo (через PlayStation Store), PlayStation 3 (дистанционное воспроизведение) |
| Nintendo DS: 21 ноября 2004 2 декабря 2004 24 февраля 2005 11 марта 2005 21 мая 2005 Nintendo DS Lite: 21 марта 2006 1 июня 2006 11 июня 2006 23 июня 2006 | Nintendo DSi: 1 ноября 2008 2 апреля 2009 3 апреля 2009 5 апреля 2009 Nintendo DSi XL: 21 ноября 2009 5 марта 2010 28 марта 2010 15 апреля 2010 | |